# Casa del Termómetro
La Casa del Termómetro es un edificio situado en la céntrica Plaza de la Escandalera de la ciudad asturiana de Oviedo (España). Fue ideado y construido por Vidal Saiz Heres para su familia entre 1936 y 1942.

## Estructura
La parte más emblemática del edificio es la esquina que enfoca al Campo de San Francisco, cuya cristalera corrida es curva y le da la apariencia de un termómetro por el que es popularmente conocido. Destaca también por los dos tonos de piedra de la fachada y una visera de mármol negro marquina encima de la planta baja. Inicialmente tenía en su azotea un anuncio luminoso similar al del Edificio Carrión de Madrid.

## Historia
Ideado inicialmente en 1936, la Guerra Civil Española retrasó la ejecución de la obra y no fue hasta 1942 cuando se finalizó. Con el paso de los años, distintas reformas eliminaron la visera y algunos cristales se cambiaron por otros planos. Por este motivo, el 22 de septiembre de 2009 se inició la rehabilitación del edificio para devolverle su aspecto original, obra que finalizó en enero de 2012. Contiguo  se encuentra la casa del portero, añadida por Vidal Saiz en 1949, que también se reformó y se integró en el edificio.